# Bitka kod Megida (1918.)
Bitka kod Megida odigrala se 1918. godine za vrijeme Prvog svjetskog rata. Britanske snage predvođene generalom Edmundom Allenbyjem probile tursku liniji bojišnice u Palestini 19. rujna 1918. što je dovelo do brzog opkoljavanja turske glavnine i omogućilo Britancima prodor u Siriju. Britanci su upali u Jizreelsku ravnicu s planine Karmel i pobijedili turske snage na rijeci Jordan. Kasnije kada je proglašen plemićem, general Edmund Allenby nazvao se grofom Allenbyjem od Megida. 

## Vanjske poveznice
Sestrinski projekti
|  | Zajednički poslužitelj ima još gradiva o temi Bitka kod Megida (1918.) |